# Edward W. Cooch
Edward Webb Cooch, född 17 januari 1876 i Cooch's Bridge i Newark i Delaware, död 22 november 1964 i Cooch's Bridge i Newark i Delaware, var en amerikansk demokratisk politiker. Han var Delawares viceguvernör 1937–1941.
Cooch efterträdde 1937 Roy F. Corley som Delawares viceguvernör och efterträddes 1941 av Isaac J. MacCollum. Han skrev flera böcker om Delawares historia. År 1923 var han stormästare i frimurarlogen Hiram Lodge.
Cooch avled 1964 och gravsattes på Welsh Tract Cemetery i Newark i Delaware.